# Lucas Fischer
Lucas Fischer (* 30. August 1990 in Brugg) ist ein ehemaliger Schweizer Kunstturner. Er wurde 2013 Vize-Europameister am Barren. Heute arbeitet er als Sänger und Tänzer.

## Leben
Lucas Fischer begann mit fünf Jahren mit dem Kunstturnen. Sein Stammverein ist SATUS Oberentfelden. 2000 wurde er in den Jugend-, 2003 in den Nachwuchskader aufgenommen. 2004 bestritt er einen U16-Länderkampf und erreichte beim internationalen Nachwuchsturnier in Cottbus den fünften Platz im Mehrkampf. 2005 wurde er Mitglied der Junioren-Nationalmannschaft und gewann bei einem U16-Länderkampf in Avignon den Mehrkampf. 2006 nahm er an den Junioren-Europameisterschaften in Griechenland teil, wo er mit dem Team und am Boden den vierten Rang belegte. 2007 gewann er fünf Schweizer Meistertitel bei den Junioren. Ein Jahr später gewann er am Barren den ersten nationalen Titel in der Eliteklasse und wurde Vizemeister am Reck.
Seinen grössten Erfolg erzielte er mit dem Gewinn der Silbermedaille am Barren bei den Europameisterschaften 2013 in Moskau. Beim Weltcup in Cottbus wurde er in diesem Jahr an seinem Spezialgerät Dritter.
Lucas Fischer leidet seit 2010 an Epilepsie. Im September 2013 musste er nach einem Anfall die Weltmeisterschaften 2013 kurzfristig absagen. Anschliessend musste er sich zwei Knieoperationen unterziehen.
Fischer nahm Gesangsunterricht und trat gelegentlich als Sänger auf. Im März 2013 veröffentlichte er ein Video mit dem Adele-Cover Someone like You, 2014 seinen Song Back right now.
Da ihm im Sommer 2015 eine Warze an der Hand massive Probleme bereitete, erklärte Lucas Fischer am 15. September 2015 seinen Rücktritt vom Spitzensport. Seit der EM 2013 konnte er keinen Wettkampf mehr bestreiten.
Im Januar 2017 gewann Fischer zusammen mit der Gruppe «Holmikers» am Internationalen Zirkusfestival von Monte-Carlo einen Bronzenen Clown und entwickelte eine Soloshow. Seit dem 12. Juli 2017 tritt er als Darsteller im Musical Cats an den Thunerseespielen als Katze Tumblebrutus auf.
2017 veröffentlichte der Schweizer Arisverlag das Buch «Tigerherz – die Schicksalsgeschichte eines Spitzenturners mit Epilepsie» der Autorin Katrin Sutter über die Geschichte von Lucas Fischer (ISBN 978-3-9524654-0-0). Das Buch war auf Platz 15 der offiziellen Schweizer Bestsellerliste. Bei Das Supertalent nahm er 2017 als singender Turner teil.
2018 outete er sich als schwul. Fischer lebt in Möriken.
Für das Internationale Deutsche Turnfest 2025 in Leipzig schrieb er die offizielle Hymne Light up.

## Erfolge
- Europameisterschaften 2013: Silbermedaille am Barren
- Schweizer Meister 2008 am Barren
- Schweizer Juniorenmeister 2008 Mehrkampf
- Schweizer Juniorenmeister 2007 Mehrkampf, Boden, Ringe, Barren und Reck

## Auszeichnungen
- 2013: Aargauer des Jahres[1]
- 2012, 2014: Aargauer Sportler des Jahres